# Earthlings?
Gli earthlings? sono un gruppo musicale psychedelic rock formatosi a Joshua Tree nel 1994.
La band è stata formata da Dave Catching, Fred Drake e Peter Stahl presso lo studio Rancho De La Luna e include membri di Queens of the Stone Age, The Desert Sessions, Eagles of Death Metal, Kyuss, Masters of Reality, Goatsnake, The Twilight Singers, Gutter Twins, Yellow#5, Legal Weapon, Sea Hags, Modifiers, Orquesta del Desierto e UNKLE.

## Formazione

### Formazione attuale
- Dave Catching  – chitarra, basso, tastiere, engineering (1994-oggi; proprietario del Rancho De La Luna)
- Peter Stahl  – voce, loop, chitarra, verbulator, basso (1994-oggi)
- Adam Maples  – batteria, voce, chitarra (2003-oggi)
- Edmund Monsef  – chitarra, basso, tastiere, engineering (2008-oggi; proprietario dello studio The Hacienda)

### Ex componenti
- Fred Drake – tastiere, chitarra, basso engineering (1994–2002, co-proprietario del Rancho De La Luna)

### Collaboratori
- Molly McGuire  – basso, fisarmonica, voce
- Wendy Rae Fowler - basso, voce
- Gene Trautmann  – batteria, voce
- Josh Homme  – chitarra, basso, voce
- Dave Grohl  – batteria
- Clint Walsh  – chitarra, basso, tastiere, voce
- Victoria Williams  – voce, basso, theremin
- Tony Mason  – chitarra, engineering

## Discografia

### Album
- earthlings?  – 1998, pubblicato su Crippled Dick Hot Wax in Europa e ristampato su Man's Ruin Records negli Stati Uniti nel 2000.
- Human Beans  – 2000, pubblicato su Man's Ruin Records negli Stati Uniti in CD e LP edizione speciale 3x10 e su Crippled Dick Hot Wax in Europa.

### Singoli ed EP
- Johnny B. Goode/Pleasure Seekers  – 1999, Crippled Dick Hot Wax.
- Disco Marching Kraft  – 2003, Crippled Dick Hot Wax.
- Individual Sky Cruiser Theory  – 2005, Empirical Recordings, vinile 7".
- humalien  – 2009, Treasure Craft Records, vinile 10".

### e3
e3 è il titolo provvisorio dell'album da cui sono tratti i singoli Disco Marching Kraft e Individual Sky Cruiser Theory. La sua produzione è iniziata poco dopo l'uscita di Human Beans.

### Altre collaborazioni
- The Desert Sessions Volumes 3 & 4  – 1997, due brani ("At the Helms of Hells Ships" e "Sugar Rush"). Pubblicato su Man's Ruin Records.